# ألفرد إم. روبرتسون
ألفرد إم. روبرتسون (بالإنجليزية: Alfred Robertson)‏ هو فارس أمريكي، ولد في 20 أكتوبر 1911 في أبردين في المملكة المتحدة، وتوفي في 4 سبتمبر 1975.